# Benjamin Smith (Unternehmer)

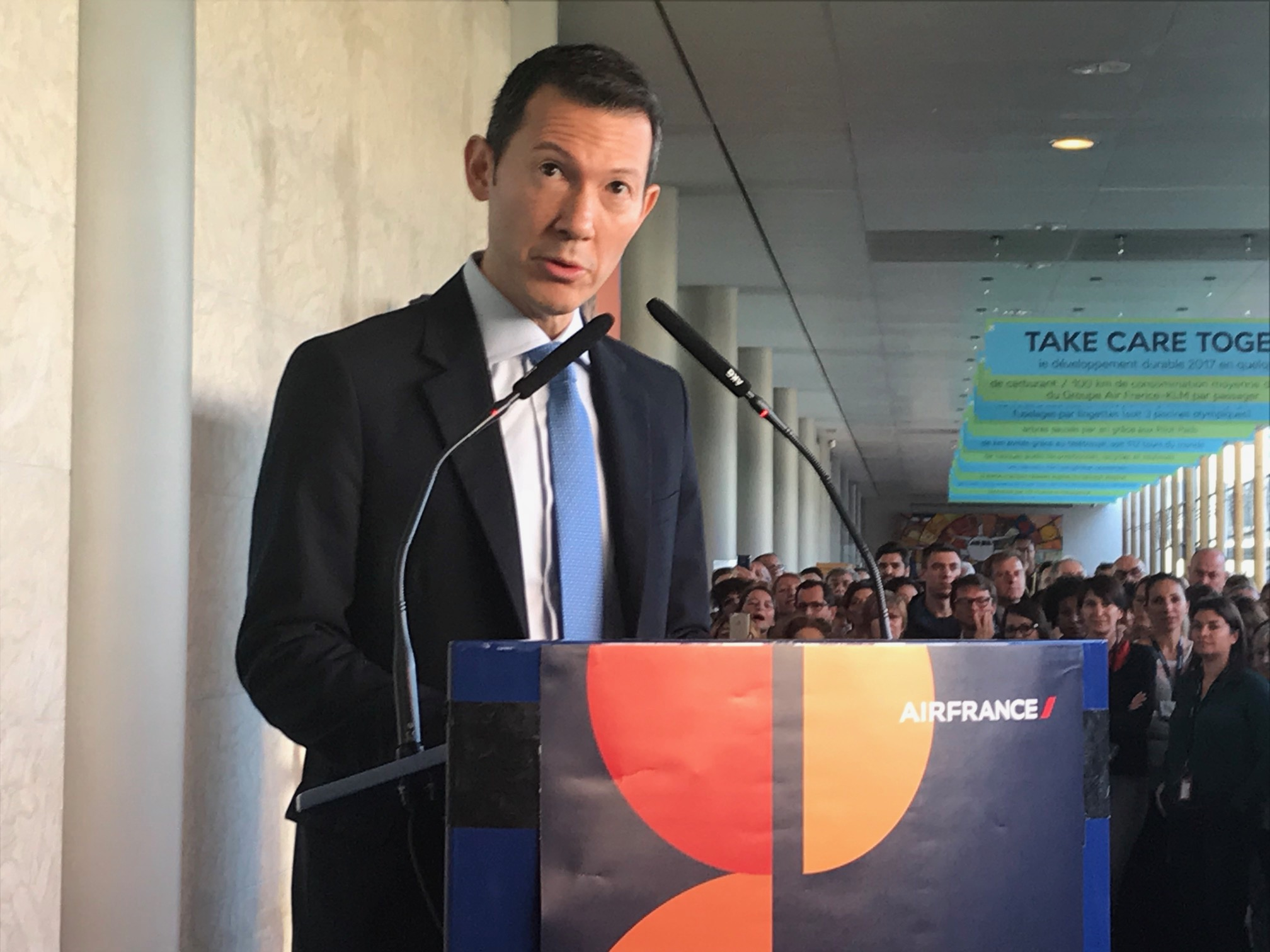
Benjamin Smith (2018)

Benjamin Smith (* 27. August 1971 in England) ist ein kanadischer Geschäftsmann und seit August 2018 Vorstandsvorsitzender der Air France-KLM.

## Leben
Smith wurde in England geboren, jedoch stammt seine Mutter aus Hongkong und sein Vater aus Australien. Er erhielt einen BA-Abschluss in Wirtschaftswissenschaften von der Western Ontario University.

## Luftfahrtkarriere
Neben seinem Studium begann Smith 1990 seine Karriere bei Air Ontario, einem Vorgänger von Jazz und einer regionalen Tochtergesellschaft von Air Canada Express. 1992 gründete er ein Einzelhandelsunternehmen, das er acht Jahre lang betrieb.

## Air Canada
- 1999 arbeitete Smith als Berater für Air Canada.
- 2007 wurde er Mitglied des Direktion von Air Canada.
- 2013 startete Smith die Billigfluglinie Air Canada Rouge.
- 2014 wurde er zum Präsidenten folgender Airlines: Air Canada, Air Canada Rouge, Air Canada Express und Cargo. Unter seiner Leitung gewann Air Canada sieben Mal den Titel für „beste Fluggesellschaft in Nord-Amerika“.[3]